# Spilosoma confusa
Spilosoma confusa är en fjärilsart som beskrevs av Butler 1875. Spilosoma confusa ingår i släktet Spilosoma och familjen björnspinnare. Inga underarter finns listade i Catalogue of Life.